# Perpero
Perpero è stato il nome di diverse valute storiche dell'area balcanica. Il nome è un adattamento di hyperperum o hyperpyron, che era stata una moneta coniata nell'Impero di Bisanzio tra la fine dell'XI secolo e la metà del XIV. In greco hyperpyros (ὑπέρπυρος) significa "infuocato", cioè purgato dal fuoco.
Il perpero era diviso in 24 carati. Il tarì siciliano era valutato dal X al XIII secolo 1/4 di perpero. In un documento genovese del 1343 al perpero viene attribuito un valore di 14 aspri.. Nel 1292-1293 12 aspri valevano un perpero o bisante di Costantinopoli..
Alcune monete che hanno questo nome sono state:
- Perpero ragusano, utilizzato nella Repubblica di Ragusa (1358—1808), che valeva 12 "grossetti" da 6 soldi l'uno.
- Perpero serbo, in uso durante l'Impero serbo (1346—1371)
- Perpero montenegrino, in uso dal 1906 al 1918